# E-Commerce Asia Association
一般社団法人E-Commerce Asia Association（イーコマース アジア アソシエーション、略称 : ECAA）とは、かつて存在した、日本EC企業のアジア進出を支援することを目的とした協会組織。日本国内だけでなく、アジアにおけるEC事業者同士が直接交流し、提携・アライアンスを推進できる場を提供することで、アジア全体のECを活性化させることを目的とする。

## 設立経緯
ECパッケージ、決済サービス、物流、マーケティング、ECアウトソーシングなど、各分野において業界を牽引する有力企業が連携し、アジア圏ECに関する最新情報を収集するとともに、アジア向けEC事業者への相互補完的なソリューションの提供および支援を目的として、有力ECインフラ企業16社にて設立される。

## 会員
2011年11月10日現在の会員数は、6か国（日本・中国・韓国・マレーシア・ブルネイ・ベトナム）13業種52社。

## 沿革
- 2009年（平成21年）4月22日 - 有力ECインフラ企業16社にて、アジア向けEC事業者を支援するコンソーシアム「E-Commerce for Asia Alliance」（略称：ECAA）設立。
- 2010年（平成22年）12月15日 - アジア向けECを行う事業者を支援するコンソーシアムからアジア全域のEC及びEC関連事業者の協会組織とし、名称も「E-Commerce Asia Association」（日本名称：アジアEC協議会）（略称：ECAA）へと変更。
- 2011年（平成23年）7月12日 - 会員企業が50社に。
- 2018年（平成30年）6月29日 - 同日開催の総会にて解散を決議。

2018年9月現在は既にWebサイトも閉鎖され接続できない状態である。